# Friedrich Ohmann

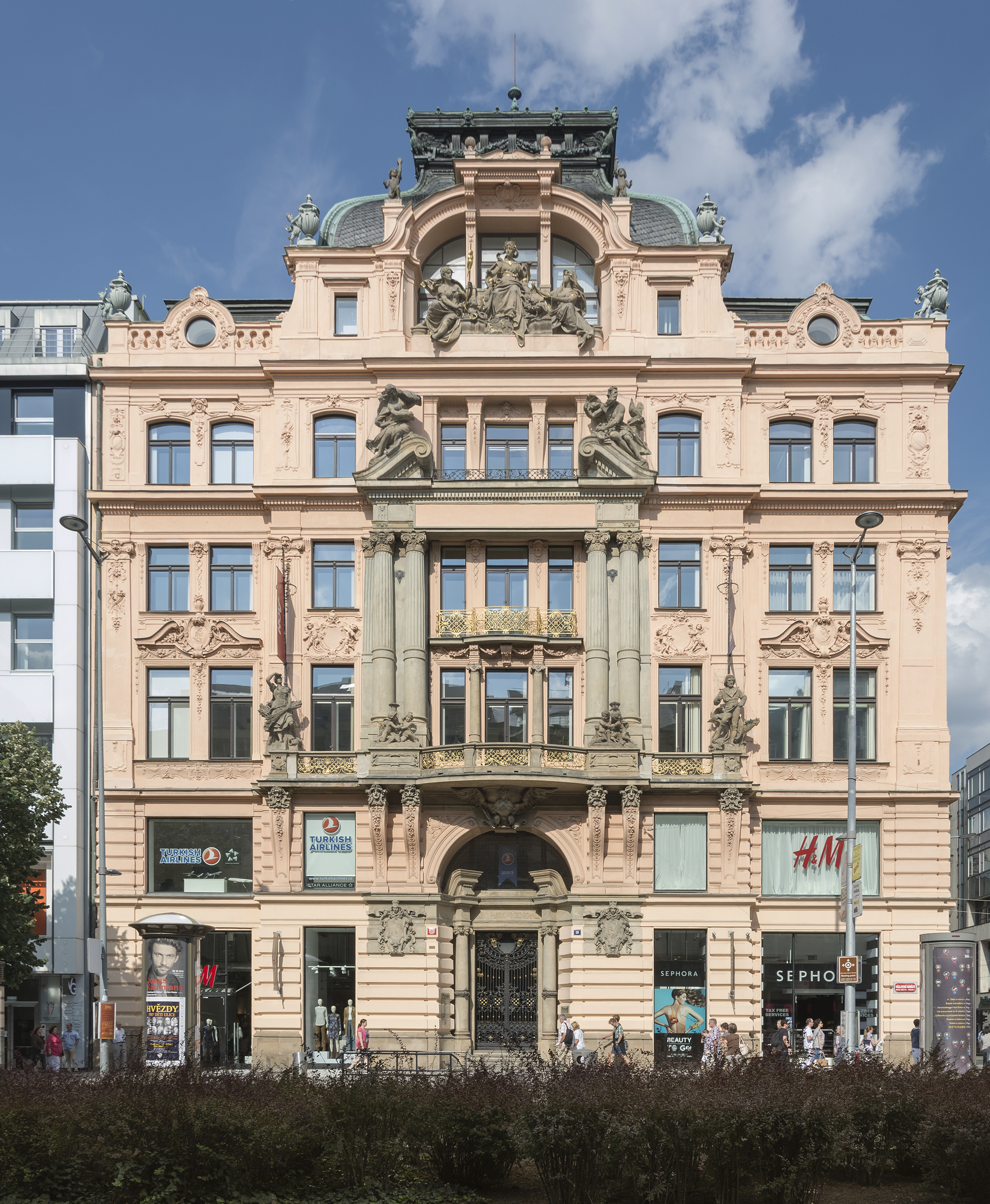
Pałac Generali w Pradze

Friedrich Ohmann (ur. 21 grudnia 1858 we Lwowie, zm. 6 kwietnia 1927 w Wiedniu) – austriacki architekt, tworzący w stylu secesji. Czynny głównie w Czechach. 
Był synem Polki i Austriaka. Uczeń Wagnera. W okresie 1889–1898 wykładowca w praskiej Szkole Przemysłu Artystycznego. Był prekursorem secesji w Czechach, przy czym w swoich projektach silnie nawiązywał także do baroku. 
Pochowany na Cmentarzu Centralnym w Wiedniu. 
Wybrane dzieła:
- kawiarnia Corso na Prikopie w Pradze (1897-1898; z Viktorem Olivą)